# Formica rufomaculata
Formica rufomaculata é uma espécie de formiga do gênero Formica, pertencente à subfamília Formicinae.